# Lobo Drives International MAX-80
Lobo Drives International MAX-80 (MAX-80) је био професионални рачунар фирме Lobo Drives International који је почео да се производи у САД од 1982. године.
Користио је Z80-B као микропроцесор. RAM меморија рачунара је имала капацитет од 64 KB прошириво до 128 KB. 
Као оперативни систем кориштен је LDOS 5.3.1, CP/M-80 version 2.2 (60K) и 3 (CP/M Plus).

## Детаљни подаци
Детаљнији подаци о рачунару MAX-80 су дати у табели испод.
|                       |                                                         |
| [ 1 ]                 |                                                         |
| Произвођач            |                                                         |
| Тип                   | професионални рачунар                                   |
| Меморија              | 64 прошириво до 128 KB                                  |
| Поријекло             | Сједињене Америчке Државе                               |
| Година                | 1982                                                    |
| Тастатура             | Пуни помак тастера, 76 тастера са нумеричком тастатуром |
| Процесор              |                                                         |
| Фреквенција процесора | 5 .                                                     |
| RAM                   | 64 прошириво до 128 KB                                  |
| ROM                   | непознато                                               |
| Текст                 | 64 стубова x 16 или 32 линије за TRS-80 мод             |
| Графика               | нема                                                    |
| Боја                  | једна боја                                              |
| Звук                  | мали звучник                                            |
| Димензије             | непознато                                               |
| Портови               |                                                         |
| Оперативни систем     |                                                         |